# Villogorgia brunnea
Villogorgia brunnea is een zachte koraalsoort uit de familie Plexauridae. De koraalsoort komt uit het geslacht Villogorgia. Villogorgia brunnea werd in 1912 voor het eerst wetenschappelijk beschreven door Nutting. 